# Фінал кубка України з футболу 2011
Фіна́л Ку́бка Украї́ни з футбо́лу 2011 — фінальний матч 20-го розіграшу Кубка України з футболу. Пройшов 25 травня 2011 року у Сумах на стадіоні «Ювілейний». Зустрічалися команди «Динамо (Київ)» та «Шахтар (Донецьк)».

## До матчу

### Статистика зустрічей
За час проведення розіграшів Кубка України «Динамо» з «Шахтарем» зустрічалися сім разів. За попередні роки команди п'ять разів розігрували кубковий трофей у фінальному поєдинку та по одному разу зустрічалися на чвертьфінальній і півфінальній стадіях.
У протистояннях команд перевага на боці «гірників» — чотири перемоги «Шахтаря» проти трьох «Динамо». За різницею забитих і пропущених м'ячів у «гірників» також перевага — 10:7.
Головними бомбардирами у протистоянні цих команд є колишні гравці клубів — динамівець Діого Рінкон і «гірник» Андрій Воробей. На їх рахунку по два забиті м'ячі. Всього у складі «Динамо» відзначилися шість різних футболістів (з нинішніх — тільки Олег Гусєв), у складі «Шахтаря» — дев'ять (з тих, хто і нині в команді, — Олексій Гай, Дарійо Срна та Фернандінью).
Найпопулярніші «кубкові» рахунки — 2:1 (дві перемоги «Динамо» в сезонах 2002-2003 і 2006-2007) і 2:0 (дві перемоги «Шахтаря» в сезонах 2007-2008 і 2009-2010). Чотири поєдинки завершувалися з мінімальною перевагою однієї з команд (тричі «Динамо», один раз «Шахтар»), двічі — з різницею у два м'ячі (обидва рази — «Шахтар»), а одного разу переможець визначився в додатковий час («Шахтар») .

### Шлях до фіналу
| Динамо            | Динамо                    | Динамо         | Раунд        | Шахтар            | Шахтар                     | Шахтар         |
| ----------------- | ------------------------- | -------------- | ------------ | ----------------- | -------------------------- | -------------- |
| Дата              | Суперник                  | Результат      |              | Дата              | Суперник                   | Результат      |
| 22 вересня 2010   | «Кримтеплиця» (Молодіжне) | 1–0 (в гостях) | 1/16 фіналу  | 22 вересня 2010   | «Кривбас» (Кривий Ріг)     | 6–0 (вдома)    |
| 27 жовтня 2010    | ПФК «Севастополь»         | 2–1 (в гостях) | 1/8 фіналу   | 27 жовтня 2010    | ФК «Полтава»               | 2–0 (в гостях) |
| 10 листопада 2010 | «Сталь» (Алчевськ)        | 3–2 (в гостях) | Чвертьфінали | 10 листопада 2010 | «Металург» (Запоріжжя)     | 1–0 (вдома)    |
| 11 травня 2011    | «Арсенал» (Київ)          | 2–0 (вдома)    | Півфінали    | 11 травня 2011    | «Дніпро» (Дніпропетровськ) | 2–1 (вдома)    |

### Суддівство
Головний арбітр — Віктор Швецов (Одеса). Асистенти на лініях — Віталій Дем'яненко (Мукачево) та Микола Васюта (Рівне). Четвертий рефері — Ігор Покидько (Полтава), інспектор ФФУ — Петро Кобичик (Чернівці) .

## Протокол матчу
| 25 травня 2011 20:15 EEST +19°C |

| «Динамо» | 0:2      | «Шахтар»                     |
| -------- | -------- | ---------------------------- |
|          | протокол | 64' Едуардо 87' Луїс Адріану |

| «Ювілейний», Суми Глядачів: 27 800 Арбітр: Віктор Швецов (Одеса) |

| «Динамо» · Київ | «Шахтар» Донецьк |

| Динамо:     |    |                           |              |
|             |    |                           |              |
| В           | 1  | Олександр Шовковський (к) |              |
| ЗХ          | 2  | Даніло Сілва              | 58'          |
| ЗХ          | 5  | Огнен Вукоєвич            |              |
| ЗХ          | 6  | Горан Попов               | 83'          |
| ПЗ          | 7  | Андрій Шевченко           |              |
| НП          | 9  | Андрій Ярмоленко          |              |
| ПЗ          | 10 | Артем Мілевський          | 89'          |
| ПЗ          | 20 | Олег Гусєв                |              |
| ПЗ          | 23 | Роман Єременко            | 70'          |
| ПЗ          | 34 | Євген Хачеріді            |              |
| ЗХ          | 37 | Аїла Юссуф 90+3'          |              |
| Запасні:    |    |                           |              |
| В           | 71 | Денис Бойко               |              |
| ЗХ          | 3  | Бетао                     | 58' 73', 86' |
| ПЗ          | 8  | Олександр Алієв           | 70'          |
| ПЗ          | 19 | Денис Гармаш              |              |
| НП          | 22 | Артем Кравець             |              |
| ЗХ          | 30 | Бадр Ель-Каддурі          |              |
| НП          | 49 | Роман Зозуля              |              |
| Тренер:     |    |                           |              |
| Юрій Сьомін |    |                           |              |

| Шахтар:       |    |                   |              |
|               |    |                   |              |
| В             | 30 | Андрій Пятов      |              |
| ЗХ            | 3  | Томаш Гюбшман     |              |
| ЗХ            | 5  | Олександр Кучер   |              |
| ПЗ            | 7  | Фернандінью 90+1' |              |
| ПЗ            | 8  | Жадсон            | 81'          |
| ПЗ            | 9  | Луїс Адріану      | 87' 90+5'    |
| НП            | 11 | Едуардо           | 64' 70', 77' |
| ПЗ            | 13 | В'ячеслав Шевчук  |              |
| НП            | 19 | Вілліан           | 77'          |
| ЗХ            | 33 | Дарійо Срна (к)   | 89'          |
| ЗХ            | 44 | Ярослав Ракицький |              |
| Запасні:      |    |                   |              |
| В             | 12 | Рустам Худжамов   |              |
| ПЗ            | 19 | Олексій Гай       |              |
| ПЗ            | 26 | Резван Рац        |              |
| НП            | 20 | Дуглас Коста      | 90+5'        |
| ПЗ            | 22 | Генріх Мхітарян   | 81'          |
| ПЗ            | 29 | Алекс Тейшейра    | 77'          |
| ЗХ            | 32 | Микола Іщенко     |              |
| Тренер:       |    |                   |              |
| Мірча Луческу |    |                   |              |

| АРБІТРИ - Асистенти: - Віталій Дем'яненко (Мукачево) - Микола Васюта (Рівне) - Четвертий: Ігор Покидько (Полтава) | ПРАВИЛА МАТЧУ - 90 хвилин. - 30 хвилин додаткового часу, якщо необхідно. - Пенальті, якщо після додаткового часу рахунок рівний. - Сім гравців на заміні. - Максимум 3 заміни у матчі. - Одночасно на полі не більше 7 легіонерів у кожній команді. |

| Володар Кубка України 2011  |
| --------------------------- |
|                             |
| Шахтар Донецьк Сьомий титул |